# Etsi multa
Etsi multa -en español,  "Aunque por muchos" [motivos]-, es una encíclica del papa Pío IX, exponiendo los ataques a la libertad de la Iglesia que se están produciendo en varios países europeos, está fechada el 21 de noviembre de 1873.

## Contenido
Comienza el papa la encíclica con una mirada llena de fe sobre la situación que atraviesa la Iglesia

Etsi multa luctuosa et acerba pati ex ipsis diuturni Nostri Pontificatus exordiis Nobis contigerit variis de causis, quas in litteris encyclicis crebro ad Vos datis explicavimus; adeo tamen postremis hisce annis crevit aerumnarum moles, ut ea paene obrueremur, nisi Nos divina benignitas sustentaret.
Aunque por muchos motivos hayamos padecido ya desde los comienzos de Nuestro ya largo pontificado tristes y lamentables cosas, las que os detallamos en las frecuentes encíclicas os hemos enviado, últimamente esta montaña de pesadumbre se ha agigantado de tal manera que indefectiblemente sucumbiéramos si no nos sustentara la divina Bondad.
Comienzo de la encíclica

#### Los ataques contra la libertad de la Iglesia
Comienza el papa refiriéndose al despojo que han sufrido en Roma distintas comunidades religiosas; unos hechos a los que se une la supresión por el Estado de la Universidad Gregoriana. Situaciones similares se producen en toda Italia.
Se lamenta así mismo de las medidas tomadas por los gobiernos de la Confederación Suiza que tras pretender someter a la Iglesia a la legislación civil, imponiendo la forma y elección de los párrocos y vicarios, han llegado a desterrar al obispo de Hebron y vicario apostólico de Ginebra y expulsar al de Basilea. Con una actitud similar el gobierno de Prusia ha legislado sobre la formación y educación del clero, sobre la colación y remoción de los oficios eclesiásticos.

#### Los dos poderes: religioso y civil
La inmensa mayoría de los fieles, tanto en Suiza como en Prusia, han mantenido su unión con la jerarquía, lo que ha dado lugar a falsas e injustas acusaciones de desobediencia a la ley civil. Al exponer la situación que atraviesa la Iglesia en estos países, el papa recuerda cómo la fe enseña y la razón demuestra que existen dos poderes distintos, el religioso y el civil, con distintos cometidos y competencias. Los deberes de esas potestades piden que se dé a Dios lo que es de Dios y al César lo que es del César.

#### Condena de los viejos católicos
Trata la encíclica con cierta extensión de los viejos católicos, que han encontrado su protección en el gobierno de Prusia. Se proclaman católicos, cuando rechazan el magisterio infalible del papa y de toda la iglesia docente, tal como lo proclamó el Concilio Ecuménico Vaticano. Apartados de la unidad, han elegido y constituido como pseudo-obispo a Humberto Reinkens, un conocido apóstata. El papa declara invalida esa ordenación y formula en la propia encíclica la excomunión de esta persona y los que  lo eligieron y pretendieron consagrarlo como obispo.

#### Condena de la masonería y confianza en Cristo
Puede extrañar, comenta el papa, la amplitud de estos ataques contra la Iglesia, pero si se examina con detenimiento cada uno de ellos, no queda duda de que su origen está en la maquinaciones de una misma secta; a la que identifica en la encíclica como Sinagoga de Satanás.
El papa exhorta a luchar contra todos los errores que propaga esta secta; y a hacerlo con una esperanza cierta de la futura tranquilidad. En este sentido recoge el papa unas palabras de San Juan Crisóstomo:

Muchas olas, muchas tormentas severas se ciernen sobre nosotros; pero no tenemos miedo de sumergirnos, porque descansamos sobre la piedra. ¡Que se enfurezca también el mar! la piedra no se puede disolver. Las olas también se elevan; la barca de Jesús no puede hundirse. Nada es más poderoso que la Iglesia. La Iglesia es más fuerte que el cielo mismo! El cielo y la tierra pasarán; pero las palabras de Cristo no pasarán. ¿Qué palabras? "Tú eres Pedro y sobre esta roca edificaré mi Iglesia, y las puertas del infierno no prevalecerán contra ella".
Encíclica Etsi multa. ASS vol. VII (1872.1873), p. 511

Con estas ideas concluye la encíclica, impartiendo como es habitual la Bendición Apostólica, a los obispos a quien dirige la encíclica al clero y al pueblo que tienen encomendado.

## En la Biblia
La expresión "Sinagoga de Satanás" se encuentra en Apocalipsis 2,9 y en Apocalipsis 3,9.